# JITスプレー
JITスプレー（英語: JIT spraying）は、JITコンパイラの挙動を利用してアドレス空間配置のランダム化およびデータ実行防止を回避するエクスプロイトの一種。PDFフォーマットおよびAdobe Flashをエクスプロイトするのに使用されてきた。
JITコンパイラはその性質上、コードをデータとして生成する。JITコンパイラの目的は実行可能なデータを生成することであるため、データが実行不可能な環境では使用できない。このため、JITコンパイラは通常、データ実行防止の保護から除外されている。JITスプレー攻撃は、生成されたコードに対してヒープスプレーを行う。
JITからエクスプロイト可能なコードを得るため、Dion Blazakisが考案した手法を使う。まず、JavaScriptやActionScriptなどで書かれた、誤ってコードとして実行される大量の定数を含むプログラムを入力する。例えば、XOR演算などが使われる。
```
var
 
a
 
=
 
(
0x11223344
^
0x44332211
^
0x44332211
^
 
...);

```

JITは、バイトコードを次のx86ネイティブコードに変換する。
```
0:  b8 44 33 22 11      
mov
 
$0x11223344
,
%eax
    
mov
 
eax
,
0x11223344

5:  35 11 22 33 44      
xor
 
$0x44332211
,
%eax
    
xor
 
eax
,
0x44332211

a:  35 11 22 33 44      
xor
 
$0x44332211
,
%eax
    
xor
 
eax
,
0x44332211
```

次に、攻撃者はバグを利用して、コード実行を新しく生成したコードにリダイレクトさせる。例えば、バッファオーバーフローバグやuse-after-freeバグを使って、関数ポインタやリターンアドレスを上書きする。
これにより、CPUにJITコンパイラの作者が意図していない命令を実行させることができる。また、意図されたものである命令の途中にジャンプし、CPUに別の命令として解釈させることも可能で、基本的に命令境界による制限を受けない。非JITのreturn-oriented programming攻撃と同様に、コンピュータの制御を奪うのに十分な数の命令を得られる場合がある。例えば、mov命令の2バイト目にジャンプすると、inc命令が実行される。
```
1:  44                  
inc
 
%esp
                
inc
 
esp

2:  33 22               
xor
 
(
%edx
),
%esp
         
xor
 
esp
,
DWORD
 
PTR
 
[
edx
]

4:  11 35 11 22 33 44   
adc
 
%esi
,
0x44332211
     
adc
 
DWORD
 
PTR
 
ds
:
0x44332211
,
esi

a:  35 11 22 33 44      
xor
 
$0x44332211
,
%eax
    
xor
 
eax
,
0x44332211
```

命令の途中にジャンプ可能なハードウェアには、x86、x86-64、ARMなどがある。JITスプレー攻撃はこれらのハードウェアで特に効果的であるが、他のシステムにも応用可能である。